# Tomás de Rementería Venegas
Tomás de Rementería Venegas, né le 17 mars 1987 à Viña del Mar, est un avocat et homme politique chilien, sénateur  depuis le 23 avril 2025, il est député entre 2022 et 2025.
Fils de Tomás de Rementería Durand, fondateur du Parti pour la démocratie (PPD). Membre du parti pendant sa jeunesse, il est diplômé en droit public et constitutionnel, débute un doctorat et est professeur d'université entre 2021 et 2022. En 2021, il est élu député avec le soutien du Parti socialiste.

## Biographie

### Famille et études
Tomás de Rementería Venegas est né le 17 mars 1987 à Viña del Mar, il est le fils de l'entrepreneur Tomás de Rementería Durand, fondateur du Parti pour la démocratie (PPD) et conseiller municipal historique de Viña del Mar.
Il étudie le droit à l'Université Gabriela Mistral et obtient une maitrise en droit constitutionnel à l'Université Paris 1 Panthéon-Sorbonne entre 2018 et 2019. Il soutient un mémoire intitulé : « La légitimité du pouvoir constituant originaire » et début un doctorat en droit public au sein de la même université.

### Parcours professionnel
Entre 2015 et 2018, il est conseiller juridique auprès de la Direction générale de l'eau.
Entre 2021 et 2022, il est professeur à l'Université centrale du Chili et à l'Université de Tarapacá. Il est également chercheur à l'Institut d'études juridiques et philosophiques de la Sorbonne, professeur de droit public à l'Ecole de droit de la Sorbonne (Université Paris 1 Panthéon-Sorbonne).

### Parcours politique
Pendant sa jeunesse, dans les années 2000, il est militant du Parti pour la démocratie.
Lors des élections parlementaires de novembre 2021, il se présente en tant qu'indépendant, investi par le Parti socialiste. Il est candidat dans la 7e circonscription, la région de Valparaíso Il est élu avec 5 820 voix (1,6%).
Le 27 décembre 2021, il rejoint le Parti socialiste. Il est investi député le 11 mars 2022.
En 2023, il est le directeur de la campagne de la liste Unité pour le Chili et de l'ancien député socialiste Marcelo Schilling dans la région de Valparaíso lors des élections constituantes de 2023.

## Vie privée
En août 2024, il révèle sa relation avec la députée chilienne Karol Cariola (PCCCh).